# Свети Георги (Пиперево)
Вижте пояснителната страница за други значения на Свети Георги.
„Свети Георги“ (на македонска литературна норма: „Свети Ѓорѓи“) е възрожденска православна църква в струмишкото село Пиперево, Северна Македония. Част е от Струмишката епархия на Македонската православна църква – Охридска архиепископия.
Църквата е гробищен храм, разположен в северната част на селото. Построена е в 1870 година. Храмът е трикорабна псевдобазилика с равен дървен таван на трите кораба.
Църквата е изписана от дебърския майстор Йосиф Мажовски от Лазарополе: „Йосиф, иконописец от дебърско село Лазарополе“.
В 1874 година икони за храма рисува струмишкият зограф Григорий Пецанов.